# تيرينس هيل
ماريو جيروتي المشهور باسم تيرنس هيل (بالإيطالية: Terence Hill)‏ مواليد 29 مارس 1939 في البندقية، فينيتو، مملكة إيطاليا، وهو ممثل إيطالي بدأ مسيرته الفنية عام 1951. بدأ التمثيل كطفل ثم قام بالبطولة المزدوجة في أفلام الحركة (الأكشن) وفي أفلام ايطالية أخرى، مثل في أفلام عديدة مع شريكه وصديقه ولمدة طويلة بود سبنسر. في ذروة شعبيته وكان هيل من بين أكثر الممثلين الذين يتقاضون أجراً بالتمثيل في إيطاليا، أغلب افلام هيل الكوميدية والتقليدية كانت عن الغرب الإيطالي («الطراز الإيطالي الغربي»، بالعامية، «السباغيتي الغربيين»)، وبعض أفلامه أعتمد على الروايات الشعبية المكتوبة من قبل المؤلف الألماني كارل ماي عن عن الغرب الأمريكي
من هذه، وأكثرها شهرة هي لو chiamavano ترينيتا (ويدعوني ترنتي، 1971)، وايل ميو نومي è Nessuno (اسمي لا أحد، 1973)، شاركه بالبطولة هنري فوندا. فيلمه جانغو، وإعداد التابوت، صور في عام 1968 من قبل المخرج فرديناندو بالدي، ويشارك في بطولته هورست فرانك وجورج إيستمان، كان متميزاً في مهرجان البندقية السينمائي ال64 في عام 2007.
كما توجه هيل، الذي كان نتاج حيلة دعائية من قبل منتجي الفيلم اسم المرحلة، إلى مهنة التلفزيون الناجحة في إيطاليا، بما في ذلك الرصاص الذي طال أمده ودور البطولة من دون ماتيو (2000-)، عن وجود كاهن الرعية ملهمة الذين يساعد الدرك في حل الجرائم المحلية لمجتمعه، وهو الدور الذي تلقى هيل «فاعل المتميز للعام» الدولي جائزة في مهرجان التلفزة دي مونت كارلو 42E (42 مونت كارلو مهرجان التلفزيون).

## النشأة وعمله
ولد هيل يوم 29 مارس 1939 في البندقية، إيطاليا. وكانت والدة هيل، هيلدغارد Girotti (ني THIEME)، والألمانية، من دريسدن. كان والده، جيرولامو Girotti ايطالي وكيميائي من قبل الاحتلال.
هيل عاش في بلدة صغيرة من Lommatzsch، ألمانيا، خلال سنوات طفولته، بما في ذلك خلال نهاية الحرب العالمية الثانية، 1943-1945، ونجا من قصف مدينة درسدن. [بحاجة لمصدر]
وقد اكتشف المخرج الإيطالي دينو الريسي في لقاء السباحة في سن ال 12، وأصبح لاعبا الطفل، والتي تظهر في VACANZE العقيد العصابات (عطلة مع العصابات، 1951). شملت أدواره في وقت مبكر أيضا sbandati جلي (المهجورة، 1955).

## مهنته كشخص بالغ
في وقت واحد بين دفعت أعلى الجهات الفاعلة في إيطاليا، [متى؟] وتشمل الأفلام هيل الأكثر ينظر على نطاق واسع الغرب هزلية والقياسية all' الإيطالية («الطراز الإيطالي الغرب»، المعروفة أيضا باسم «الغرب السباغيتي»)، وبعض على أساس الروايات الشعبية التي الألمانية مؤلف كارل ماي عن الغرب الأمريكي.
بعد 27 أفلام في إيطاليا، تأمين هيل دورا رئيسيا في فيلم لوتشينو فيسكونتي في ليوبارد (ايل Gattopardo، 1963).
في عام 1964، عاد إلى ألمانيا وظهرت في سلسلة من Heimatfilmen والمغامرة والأفلام الغربية، التي تتم بعد روايات الكاتب الألماني كارل ماي. [بحاجة لمصدر]
وفي عام 1967، عاد إلى إيطاليا للعمل في الله يغفر... أنا لا !. قتل فيلمه جانغو، إعداد التابوت أيضا في عام 1968، من قبل مدير فرديناندو بالدي. أنه يشارك في بطولته هورست فرانك وجورج إيستمان (وسوف تكون واردة، في وقت لاحق من ذلك بكثير، في مهرجان البندقية السينمائي ال64، في عام 2007).
تغيرت هيل اسمه من ماريو Girotti لتيرنس هيل نفس العام، وهو اسم تتكون باعتبارها دعاية من قبل منتجي الأفلام. كان عليه أن يختار من قائمة العشرين أسماء واختار واحد مع بالاحرف الأولى والدته. [بحاجة لمصدر] في جلسة أسئلة وأجوبة، وتوصف بأنها اختراع لأحد الصحفيين الشائعات أنه قد تم اتخاذها من الكاتب المسرحي الروماني تيرنس ولقب زوجته. [المصدر الذاتية المنشورة؟] (كان اسم عائلة زوجته في Zwicklbauer. [بحاجة لمصدر])
في السنوات التالية، قام ببطولة العديد من الإجراءات والسباغيتي الغرب، جنبا إلى جنب مع زميله منذ فترة طويلة وصديق برعم سبنسر. [بحاجة لمصدر] وقام هذا الزوج على عدد كبير من أفلام الغرب الإيطالية وغيرها من الأفلام معا، وكان ملحوظا لأفلام الكوميديا، والناجح ليس فقط في إيطاليا، ولكن أيضا في الخارج. العديد من هذه العناوين البديلة، وهذا يتوقف على البلد والموزع. ربما الفيلم الأكثر شهرة هو 1971 غربيون انهم اتصل بي الثالوث ولعام 1972 تتمة الثالوث لا يزال اسمي. [بحاجة لمصدر] وقد ذكر هيل في المقابلات التي اسمي لا يوجد (1973)، والذي يشارك في بطولته مع هنري فوندا، هو له الشخصية المفضلة من جميع أفلامه. [بحاجة لمصدر]
وكانت له أول الأفلام الأمريكية السيد مليار ومارس أو يموت (كلا 1977)، وبعد ذلك تقسيم وقته بين إيطاليا والولايات المتحدة. [بحاجة لمصدر]
هيل توجه بعد ذلك إلى مهنة التلفزيون في إيطاليا؛ في عام 2000، وقال انه هبطت الدور القيادي في المسلسل التلفزيوني الإيطالية دون ماتيو، حول كاهن الرعية الذي يساعد الدرك في حل الجرائم في المجتمع المحلي له. حصل هذا الدور هيل «فاعل المتميز للعام» الدولي جائزة في مهرجان مونت كارلو 42 التلفزيون، جنبا إلى جنب مع تلك التي للسلسلة، وللمنتج اليساندرو Jacchia في هذا المهرجان.
في صيف عام 2010، هيل بتصوير سلسلة أخرى الإيطالية التلفزيونية لقناة التلفزيون الإيطالية راي أونو، وهذه المرة تحت عنوان الامم المتحدة باسو الدال سييلو (خطوة واحدة من السماء)، ولعب قائد محلي من الغابات في منطقة ألتو أديجي، مع الموسم الثاني تصويره في عام 2012.

## حياته الشخصية
كان متزوجا من لوري هيل المولودة Zwicklbauer. [تحتاج إلى توضيح] [بحاجة لمصدر]
وكان هيل ابنه بالتبني، روس، الذي قتل في حادث في ستوكبريدج، ماساتشوستس، في عام 1990 بينما كان الممثل يستعد لتصوير فيلم لاكي لوك (1991) بشأن بونانزا خور مزرعة قرب سانتا في، نيو مكسيكو. [بحاجة لمصدر]

## Filmography

### مخرج
وقد اخرج عدة أفلام فضلا عن العديد من المسلسلات التلفزيونية.

## وصلات خارجية
- تيرينس هيل على موقع IMDb (الإنجليزية)
- تيرينس هيل على موقع روتن توميتوز (الإنجليزية)
- تيرينس هيل على موقع مونزينجر (الألمانية)
- تيرينس هيل على موقع ألو سيني (الفرنسية)
- تيرينس هيل على موقع ميوزك برينز (الإنجليزية)
- تيرينس هيل على موقع تيرنر كلاسيك موفيز (الإنجليزية)
- تيرينس هيل على موقع أول موفي (الإنجليزية)
- تيرينس هيل على موقع قاعدة بيانات الأفلام السويدية (السويدية)
- تيرينس هيل على موقع إن إن دي بي (الإنجليزية)
- تيرينس هيل على موقع ديسكوغز (الإنجليزية)
- الموقع الرسمي